# Котеска, Ясна
Ясна Котеска (род. 9 октября 1970[…], Скопье) — македонская писательница, философ и учёный.

## Биография
Она профессор гуманитарных наук на постоянном контракте в Университете Святых Кирилла и Мефодия в Скопье. Котеска работает с философией XIX века, психоаналитической теорией и гендерными исследованиями. Она опубликовала книги о Сёрене Кьеркегоре, Зигмунде Фрейде и на различные темы, связанные с психоаналитической теорией и гендерными исследованиями. Её книги были изданы в Вашингтоне, Торонто, Любляне, Белграде, Софии и Скопье.
Её книга «Кьеркегор о потребительстве» (Торонто и Любляна, 2016) получила Государственную премию Македонии 2017 года за выдающийся вклад в область науки в интересах Республики Македония. Её книга «Коммунистическая близость» (Вашингтон, 2014) вошла в авторский список Финнегана из 30 книг Европейского общества (Берлин и Париж) за 2015 год. Её научные статьи переведены на несколько языков, включая английский, немецкий, словенский, сербский, турецкий, болгарский, албанский, венгерский, греческий, словацкий и румынский. Котеска — редактор журнала Kierkegaard Circle/Collection Aut в Тринити-колледже Торонто, Канада, и Центральноевропейского исследовательского института Сорена Кьеркегора (CERI-SK), Любляна.
Она координатор учебного круга «Будущее образования в антропоцене» (2021—2023 гг.) Летнего университета Северных стран.
В декабре 2022 года на Генеральной избирательной ассамблее Academia Balkanica Europeana, состоявшейся 14 декабря 2022 года, она стала академиком в области науки Academia Balkanica Europeana — United Balakns in United Europe. Он был создан в Бухаресте в октябре 2017 года и в его состав входят выдающиеся деятели искусства и эксперты в области научных исследований из десяти стран Балканского полуострова.

## Избранные работы

### Книги
- Kierkegaard on Consumerism. The Aesthetic, The Ethical and the Religious Reading, Toronto and Ljubljana: Kierkegaard Circle/Collection Aut, 2016. ISBN 978-1-988129-02-0[16][5]
- The Freud Reader. Early Psychoanalysis 1983—1899, Skopje: Kultura, 2013. ISBN 978-9989-32-713-1[6]
- Communist Intimacy, Washington: New Academia Publishing, 2014. ISBN 0989916979[17][18]
- Sanitary Enigma, Skopje: Templum, 2006. ISBN 9989-902-87-9[19] (Bulgarian translation Sofia: KX Critique and Humanism, 2012. ISBN 9989-902-87-9[20]) (Reprint, Skopje: Antolog, 2020. ISBN 9786082434131[21][22])
- Intimist, Ljubljana: Apokalipsa, 2008. ISBN 978-961-6644-30-3
- Macedonian Women’s Writings, Skopje: Makedonska kniga, 2003. ISBN 9989-46-047-7
- Postmodern Literary Studies, Skopje: Makedonska kniga, 2002. ISBN 9989-46-019-1

### Редактура
- The Ethnologist as a Writer: The Writer as an Ethnologist, (co-editor with Ilina Jakimovska), Skopje: Tabahon, 2020. ISBN 9786084566229[23]
- Representation of Gender Minority Groups in Media: Serbia, Montenegro and Macedonia, (co-editor with Tatjana Rosic-Ilic and Janko Ljumovic), Belgrade: Faculty of Media and Communication, 2015. ISBN 978-86-87107-54-0[24]
- Veseliot den ili Maticek se zeni, (editor), Skopje: Faculty of Philology, 2008. ISBN 9989724636